# Månens bagside (film)
Månens bagside, originaltitel La face cachée de la lune, er en film fra 2003 instrueret af Robert Lepage.  Filmen er baseret på skuespillet af samme navn af Lepage og Adam Nashman. Filmen finder sted under rumkapløbet mellem Sovjetunionen og USA i 1960'erne. Hovedpersonerne er brødrene André og Philippe, som begge spilles af Lepage selv.  Filmen var Canadas officielle nominering til Oscar for bedste udenlandske film.